# パナイト・イストラティ
パナイト・イストラティ（Panait Istrati, 1884年8月10日 - 1935年4月18日）は、ルーマニアの作家。

## 来歴
1884年にルーマニア南部、ドナウ川下流の港町ブライラ生まれ。父親はタバコ密輸業者。貧窮家庭に育ち、中学校には進学せず、12歳で母のもとを去る。ロシア革命の影響を受けて、20歳のときに社会主義運動と接触。その後、近東を中心に地中海沿岸を放浪。1916年、スイスのサナトリウムに入院。ペンキ塗り、電信柱埋め、スケート場の氷をきれいにするなどの仕事で金を工面し、療養生活に励む。このときに、ヴォルテールやルソーを読み、フランス語に習熟。
1921年に剃刀で喉をかき切り自殺未遂。36歳のときにロマン・ロランに人生の手記を書くようすすめられて執筆を始める。『キラ キラリナ』の原稿をロマン・ロランに送ったところ「すごい作品だ！ 今日の文学でこの種のものは皆無」と激賞され、創刊されたばかりの「ウーロップ誌」に「バルカンのゴーリキー」という触れ込みのもと掲載される。リーデル社より出版されると、先例のない売れ行きをみせた。
『アンゲル叔父』は文壇の評判が鈍かったが、見かねたプロレタリア文学のリーダー格アンリ・プーライユが「名を冠さない賞」を創設し、授与した。

## 作品
- 『キラ キラリナ』（1923年）
- 『アンゲル叔父』（1924年）
- 『コディン』（1926年）
- 『バラカン平原のアザミ』（1928年）

## 日本語訳
- 『キラ キラリナ』（田中良知訳、2009年、未知谷）
- 『アンゲル叔父』（田中良知訳、2010年、未知谷）
- 『コディン』（田中良知訳、2010年、未知谷）